# Азербайджанський чай

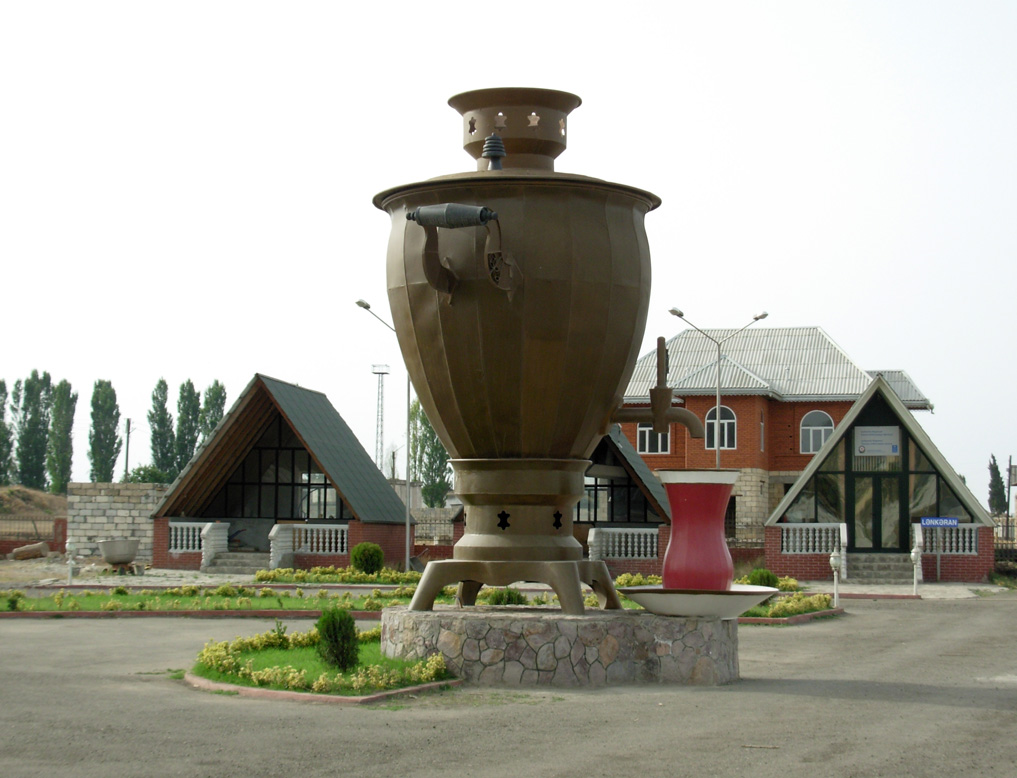
Пам'ятник самовару і чаю в стакані «Армуду», Ленкорань

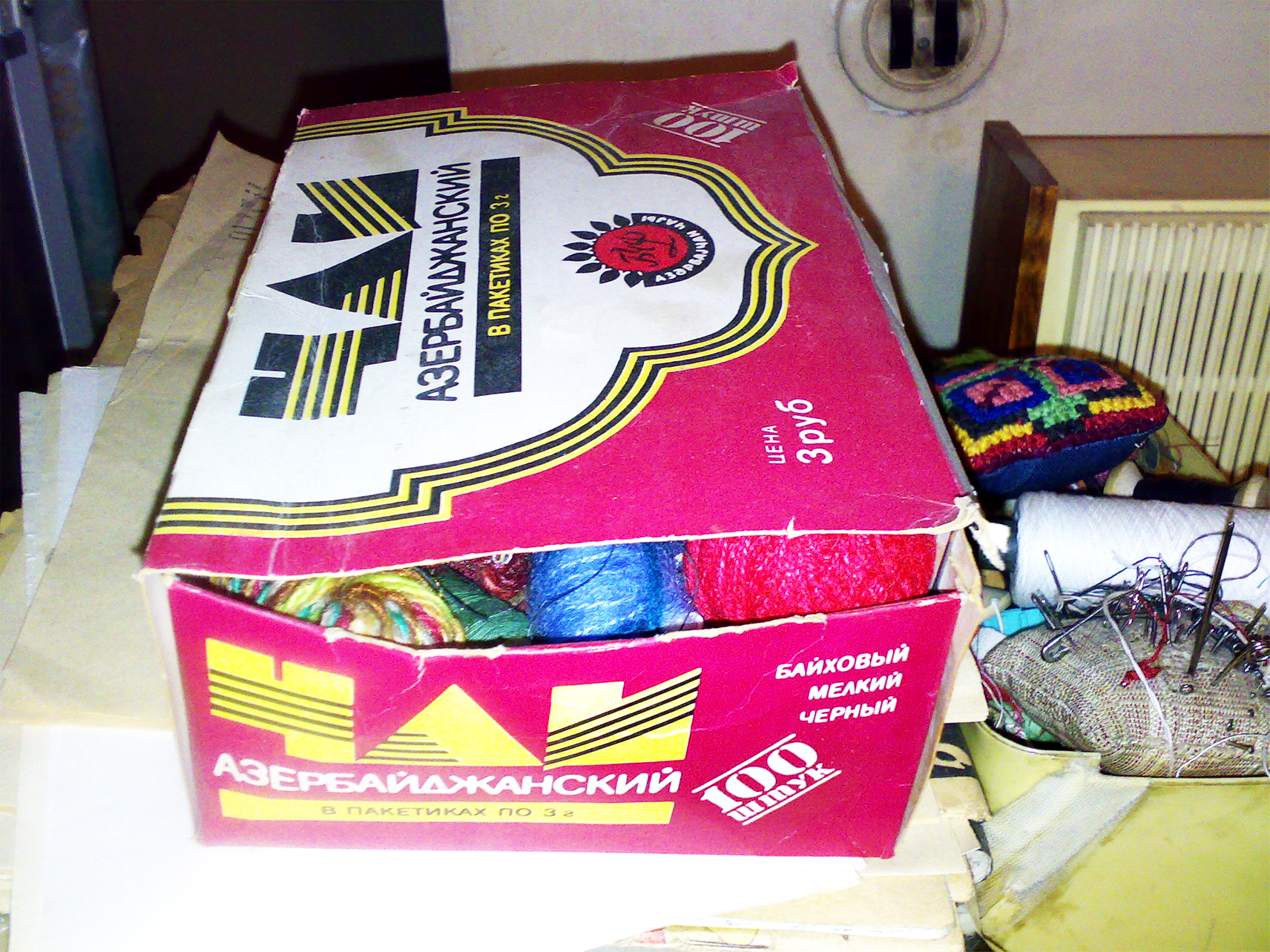
Коробка з-під азербайджанського чаю в пакетиках, 1980-ті роки

Азербайджанський чай (азерб. Azərbaycan çayı) — сорт чаю, що вирощується в Азербайджані. Розвиток чайного виробництва припадає переважно на Ленкорань-Астаринський економічний регіон, що розташований на півдні країни, де у містах Ленкорань, Астара, Масалли, селах Пенсар і Машхан розташовані чайні фабрики переважно чорного байхового чаю.

## Історія
Наприкінці XIX століття ентузіаст М. О. Новоселов заклав в Ленкоранському районі дослідні ділянки чайного дерева. У 1896 році він вперше посадив чайний кущ в Азербайджані, в Ленкоранському районі, де до 1900 року були закладені уже невеликі дослідні ділянки. Проте вони не набули характеру промислового виробництва, більш того — загинули у 1920 році. Розвиток чайної справи в радянські роки призвів до того, що в 1928—1929 роках в Ленкоранській, а також в Закатальскій зонах знову висаджені саджанці чаю, а в 1932—1934 роках розпочалась промислова закладка плантацій. У 1937 році випущені перші пачки азербайджанського чаю.
Вважалось, що в радянські роки азербайджанський чай привертав до себе зростаючу увагу споживачів Ленінграду, Москви, Прибалтійських республік та багатьох інших регіонів Радянського Союзу.
У 1983 році в Азербайджані під чайними культурами було зайнято 9,3 тис. га.
До 1989 року радянські чаї, в тому числі й азербайджанський, надходили на зовнішні ринки: в Польщу, НДР, Угорщину, Румунію, Фінляндію, Чехословаччину, Болгарію, Югославію, а також багато азійських країн — Афганістан, Іран, Сирію, Південний Ємен, Монголію.
У 1990-ті роки внаслідок Карабаського конфлікту виникла криза у виробництві чаю, чайні фабрики почали закриватися. Об'єм виробництва чаю, переважно чорного, впав з 38,5 тис. т у 1988 році до 1,2 тис. т у 1995 році.
З розвитком ринкових відносин виробництво чаю почало відроджуватись, зокрема завдяки спільним підприємствам з Туреччиною та ОАЕ, а виробництво зеленого чаю отримало споживачів всередині країни.

### Чайні бренди Азербайджану
- Azerçay — виробляється холдингом Azersun Holding.
- Pasha çay — виробляється за ліцензією холдингом Azersun Holding.
- Final — виробляється холдингом Azersun Holding.
- Maryam — виробляється холдингом Azersun Holding.
- Pürrəngi — виробляється холдингом Azersun Holding.
- Beta — виробляється за ліцензією холдингом Beta Group.